# Porphyrion (radiogalaxie)
Pour les articles homonymes, voir Porphyrion (homonymie).

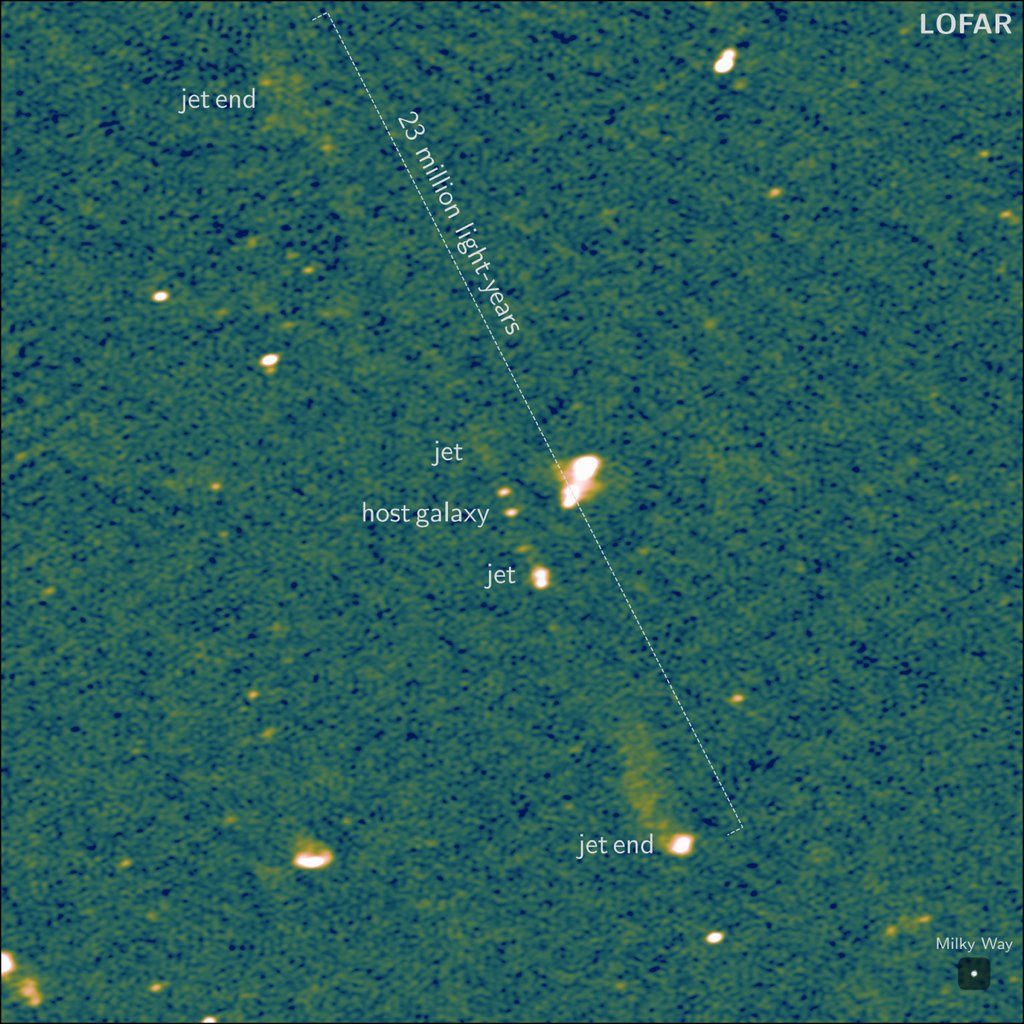
Crédit : Collaboration LOFAR / Martijn Oei (Caltech)
Cette image, prise par le radiotélescope européen LOFAR (LOw Frequency ARray), montre la plus longue paire connue de jets de trous noirs.
Il a été surnommé Porphyrion par le co-découvreur Aivin Gast de l'Université d'Oxford.
Le système de jet s'étend sur 23 millions d'années-lumière.
La galaxie hébergeant le trou noir supermassif, qui se trouve à 7,5 milliards d'années-lumière, est un point au centre de l'image.

Porphyrion est un système de jet de trou noir supermassif, découvert en 2024, catalogué comme radiogalaxie géante Fanaroff-Riley de classe II, se trouvant à 7,5 milliards d'années-lumière de la Terre, avec la galaxie hôte J152932.16+601534.4. Porphyrion est situé dans la constellation du  Dragon, et il a été découvert dans les données du radiotélescope LOFAR (Low-Frequency Array) par une équipe internationale dirigée par Martijn Oei.
Le système de jets géants du trou noir de la galaxie hôte a été nommé Porphyrion d'après un géant de la mythologie grecque.

## Découverte
La découverte de Porphyrion, annoncée en  septembre 2024, a été rendue possible par les observations conjointes, effectuées en 2023, du radiotélescope européen LOFAR (Low-Frequency Array), du radiotélescope géant à ondes métriques amélioré (Giant Metrewave Radio Telescope) situé en Inde et de l’observatoire W. M. Keck à Hawaï.
Pour trouver la galaxie d'où Porphyrion est originaire, le Giant Metrewave Radio Telescope a été utilisé. Les observations ont mis en évidence la galaxie J152932.16+601534.4, qui est environ 10 fois plus massive que la Voie lactée. 

## Caractéristiques
En 2018, Oei et ses collègues ont commencé à utiliser le radiotélescope LOFAR pour étudier non pas les jets de trous noirs, mais le réseau cosmique de filaments vaporeux qui sillonne l'espace entre les galaxies. Alors que l'équipe inspectait les images radio à la recherche des filaments ténus, elle a commencé à remarquer plusieurs systèmes de jets d'une longueur démesurée . Porphyrion relève de cette classe d'objets. 
Porphyrion possède les plus longs jets de matière, essentiellement composés d’électrons, de protons et de noyaux d’atomes, de toutes les radiogalaxies identifiées, s'étendant sur 7 mégaparsecs (23 millions d'années-lumière) de diamètre, ce qui en fait la plus grande structure connue d'origine galactique. Cela équivaut au diamètre de 140 galaxies de la taille de la Voie lactée. À titre de comparaison, le célèbre système de jet majeur de Centaurus A, le plus proche de la Terre, s'étend sur 10 Voie lactée.
Il a supplanté Alcyonée, découvert par la même équipe en 2022, avec des structures lobées de 5 mégaparsecs (16 millions d'années-lumière). 
L'équipe qui a rapporté la découverte décrit Porphyrion comme un « système de jets de trou noir », plutôt que comme une radiogalaxie géante, car ils considèrent le terme de radiogalaxie comme prêtant à confusion. La structure de jet d'une radiogalaxie ne fait pas formellement partie de la galaxie proprement dite. Une radiogalaxie est une structure lumineuse complète qui provient d'un trou noir supermassif qui éjecte de la galaxie hôte une fraction de son plasma de disque d'accrétion  le long de deux jets collimatés et magnétisés qui sont alignés avec son axe de rotation. Les deux jets s'estompent soit progressivement, soit se terminent par des points chauds à l'extrémité de lobes diffus et enrichissent finalement le milieu intergalactique en rayons cosmiques et en champs magnétiques. Les radiogalaxies géantes quant à elles sont différentes des radiogalaxies ordinaires, en ce sens qu'elles peuvent s'étendre à des échelles beaucoup plus grandes, atteignant jusqu'à plusieurs mégaparsecs de diamètre, bien plus grands que les diamètres de leurs galaxies hôtes.
L'observatoire W. M. Keck à Hawaï a été utilisé pour montrer que Porphyrion se trouve à 7,5 milliards d'années-lumière de la Terre et date d'une époque où l'univers avait 6,3 milliards d'années (décalage spectral z = 0,896). Les deux jets de Porphyrion combinés ont une puissance de jet de 1,3 X 1039 watts, équivalente à la production d'énergie de milliards de soleils .
L'étude sur cette radiogalaxie, publiée en septembre 2O24, précise que chaque endroit de l'univers peut avoir été affecté par l'activité des trous noirs à un moment donné du temps cosmique. Elle suggère que les systèmes de jets géants comme Porphyrion ont pu avoir une influence bien plus grande sur la formation des galaxies durant la jeunesse de l'univers qu'on ne le croyait auparavant, et conclue que ces jets géants auraient pu propager le magnétisme à travers le cosmos.